# Monument du souvenir (Luxembourg)
Pour les articles homonymes, voir Monument du souvenir.
Le Monument du souvenir, communément appelé Gëlle Fra (femme en or, ou femme dorée en luxembourgeois), est un monument situé dans la ville de Luxembourg, dédié au souvenir des soldats luxembourgeois tombés durant les batailles des deux Guerres mondiales et de la guerre de Corée, et des Luxembourgeois engagés dans les Brigades internationales durant la Guerre d'Espagne.
Il est situé sur la place de la Constitution, aux abords du centre-ville. Son nom populaire se rapporte à la statue de femme dorée portée par l'obélisque. La statue, qui est l'œuvre du sculpteur Claus Cito, symbolise la paix et le patriotisme. Le monument célèbre initialement le souvenir des soldats luxembourgeois tombés durant la Première Guerre mondiale dans les armées françaises.

## Description
Le monument est constitué d'un socle carré surélevé soutenant un obélisque de 21 mètres de haut, avec, à son sommet, la statue dorée d'une femme qui, à bout de bras, tend une couronne de laurier. La statue n'est pas signée, cachetée ou numérotée et serait théoriquement difficile à différencier d'une copie. Devant le socle se trouvent deux statues en bronze : un homme assis, qui veille le corps allongé d'un camarade tombé au cours d'une bataille. 
Il existe une discussion entre artistes de rajouter sur le socle existant un deuxième obélisque qui lui aurait sur son sommet le « Gëlle Mann ». Ils ne sont pas tombés d'accord si cette deuxième statue devait se situer au même niveau ou si le niveau d'emplacement devait dépasser celui de l'actuelle statue, ce qui nécessiterait un obélisque plus haut que l'existant. La contre-proposition qui a été faite : installer ce deuxième obélisque avec le « Gëlle Mann » à Esch-sur-Alzette avec comme logique qu'elle représenterait l'homme travaillant dans les mines. 
À cause du sévère hiver 2010/11 l'idée a été lancée, afin de libérer la statue de neige et de glace, d'étudier la possibilité d'installer un cordon chauffant ou un système de tuyauterie d'eau chaude. Il a été aussi pensé à une ventilation chaude par le bas de la statue. Plus de détails se trouvent dans la brochure universitaire des étudiants/ingénieurs lux.

## Histoire
Le 14 février 1920, la commission nationale des militaires tombés au combat organise un concours pour la création d'un monument commémoratif. Des 18 projets présentés c'est celui de Claus Cito qui a été choisi. Le projet présenté portait le titre :À nos braves. Le choix d'un emplacement adéquat pour ce monument ne se faisait guère sans difficultés. Parmi les emplacements proposés - Grevenmacher (face à l'envahisseur), le Zolverknapp (face aux libérateurs), Grevels (point culminant du pays), le Kanounenhiwwel près des casernes de Saint-Esprit, le parc en face de la Fondation Pescatore (en 1957), Verlorenkost près du viaduc du chemin de fer, l'actuelle place Winston-Churchill ; la place de la constitution a recueilli le plus de suffrages (20 voix contre 2), comme il en résulte du compte-rendu de la réunion du Comité tenue le 25 janvier 1920. Les travaux ont débuté fin décembre 1921. Le financement a été assuré par une surtaxe exceptionnelle sur les timbres postaux. Le monument a été inauguré le 27 mai 1923.
Pendant l'occupation nazie, la statue a été retirée et le socle détruit : la symbolique francophile du monument était inacceptable pour l’occupant allemand ; dans sa politique d’élimination de toute influence française, la démolition du Monument du souvenir avait donc une importance symbolique très forte. À en juger d'après un rapport du Sicherheitsdienst (SD), le service de sécurité allemand, un premier projet de destruction du monument dès septembre 1940 est abandonné, ceci « afin de ne pas provoquer de probables manifestations anti-allemandes. » Pendant tout l'été, des dépôts de fleurs eurent lieu au pied du monument.
Le 19 octobre, une première tentative de démolition se termine par un échec, les cordes utilisées pour renverser l'obélisque n’ayant pas résisté. Cette tentative provoque, de la part essentiellement d’étudiants luxembourgeois, des manifestations patriotiques. Les étudiants expriment leur mécontentement par des phrases comme « Lion rouge, réveille-toi » (Roude Léiw erwech) et entonnant De Feierwon, une chanson patriotique. D’autres encore portent des allumettes aux couleurs rouge-blanc-bleu, les couleurs du drapeau luxembourgeois. Pendant toute la journée, la place de la Constitution devient le lieu de rassemblement d'une foule hostile aux Allemands. Treize étudiants, 12 garçons et 1 fille, sont arrêtés, interrogés et quelques-uns d'entre eux sont battus. Le jour suivant, le monument devient un « lieu de pèlerinage ». Le 21 octobre 1940 le monument est définitivement démoli. Le même jour, 48 personnes sont arrêtées par la police allemande. De nouveau, les principaux animateurs de ces troubles patriotiques sont des étudiants qui, d’après le SD, sont en majorité issus du milieu catholique.
Après la Seconde Guerre mondiale, la statue fut montrée une dernière fois au public en 1955 lors d'une exposition, puis « disparut » jusqu'en 1981, où elle fut retrouvée sous les gradins du stade Josy-Barthel. Une copie fut remontée sur son obélisque et l'inauguration du monument reconstruit eut lieu le 23 juin 1985. L'original est exposé au musée à Luxembourg[Lequel ?].

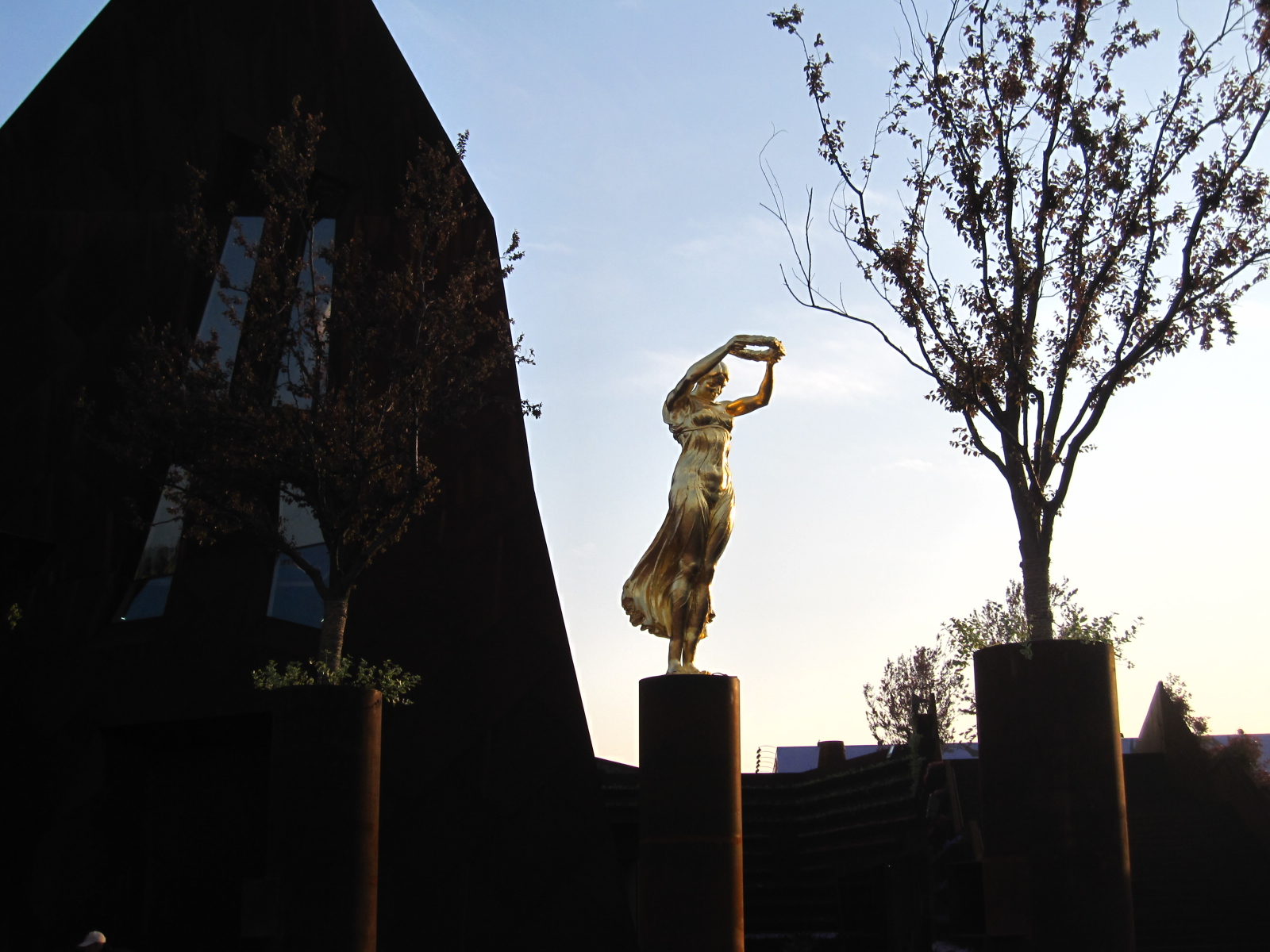
La « Gëlle Fra » à Shanghai, en 2010

La « Gëlle Fra » est envoyée à l'exposition universelle de Shanghai à partir du 1er mai au 31 octobre 2010. L'envoi du symbole de la liberté luxembourgeoise est fortement controversé dans la population du pays,.
Le 10 octobre 2021, une plaque est ajoutée à la base du monument commémorant les 102 volontaires luxembourgeois engagés dans les Brigades internationales (Spueniekämpfer). 

## Ascenseur Gëlle Fra - Pétrusse
Un projet d'ascenseur reliant la place de la Constitution à la vallée de la Pétrusse en contrebas, similaire à celui reliant le plateau du Saint-Esprit au Grund, est évoqué dès février 2011 par l'écologiste François Bausch, alors premier échevin de la ville. En 2012, le projet est approuvé par la ville et l'État, et l'idée est une nouvelle fois évoquée en 2017 par la bourgmestre Lydie Polfer, qui mentionne la création d'un groupe de travail. 
Le schéma retenu en 2019 est celui d'une cabine parcourant une quarantaine de mètres et pouvant transporter jusqu'à dix piétons et cinq cyclistes, mais dont la réalisation devra s'accomoder des contraintes imposées par le statut des fortifications de Luxembourg, classées au patrimoine mondial de l'Unesco. Le projet d'ascenseur est alors intégré à celui du réaménagement de la place de la Constitution, le tout devant être achevé avant fin 2020. Pourtant, après qu'un cabinet allemand ait éte sélectionné pour la réalisation du projet en août 2021, l'ascenseur n'est plus mentionné par François Bausch, désormais ministre de la Mobilité et des Travaux publics, lorsqu'il évoque le projet d'aménagement de la place. En mai 2024, l'ascenseur se trouve encore « au stade des analyses techniques » selon Lydie Polfer, qui évoque la complexité du projet, et la bourgmestre déclare en février 2025 que le projet est en suspens.

## Galerie

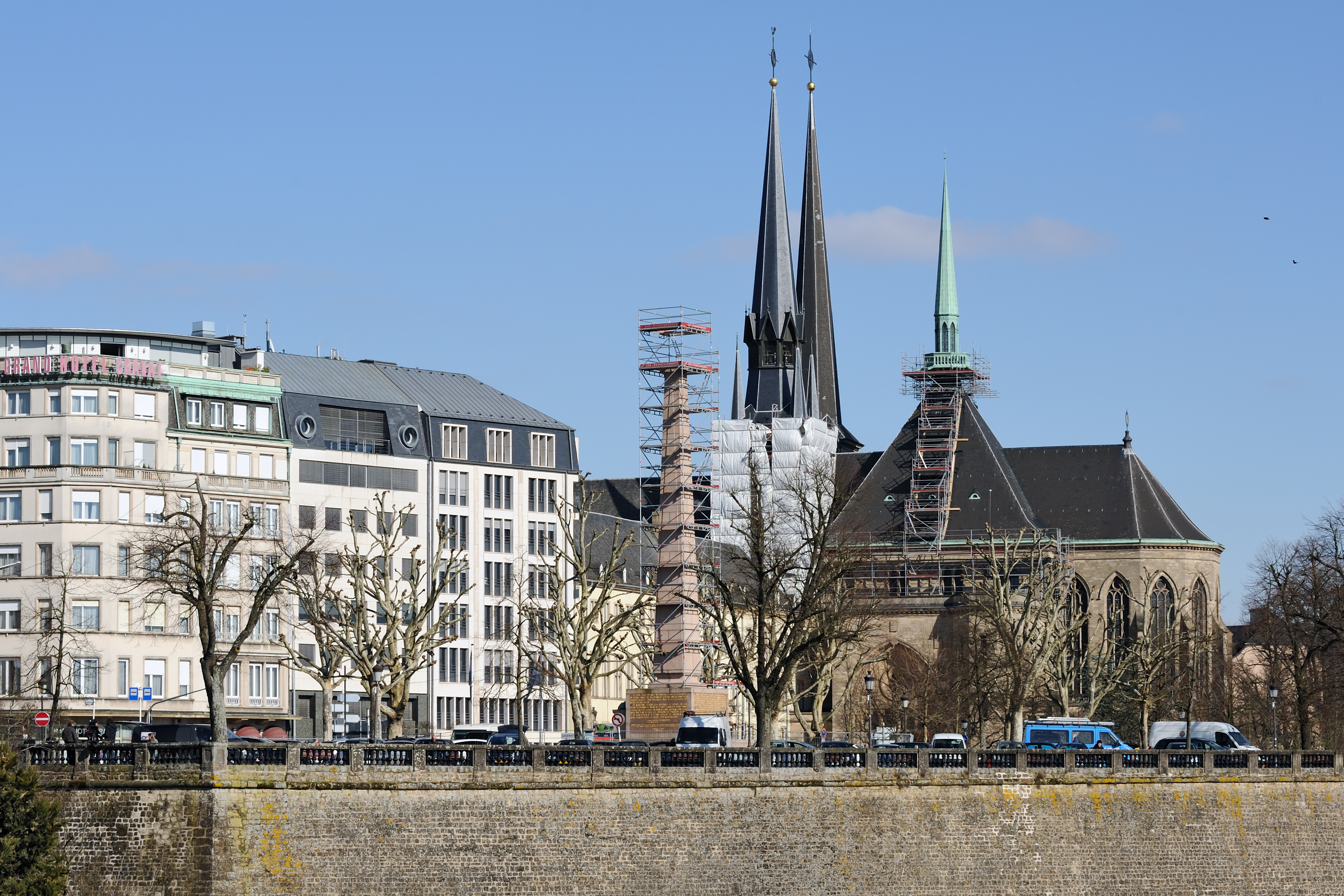
La statue fut enlevée le 3 mars 2010 pour être exposée au pavillon luxembourgeois à l'Expo 10 à Shangaï
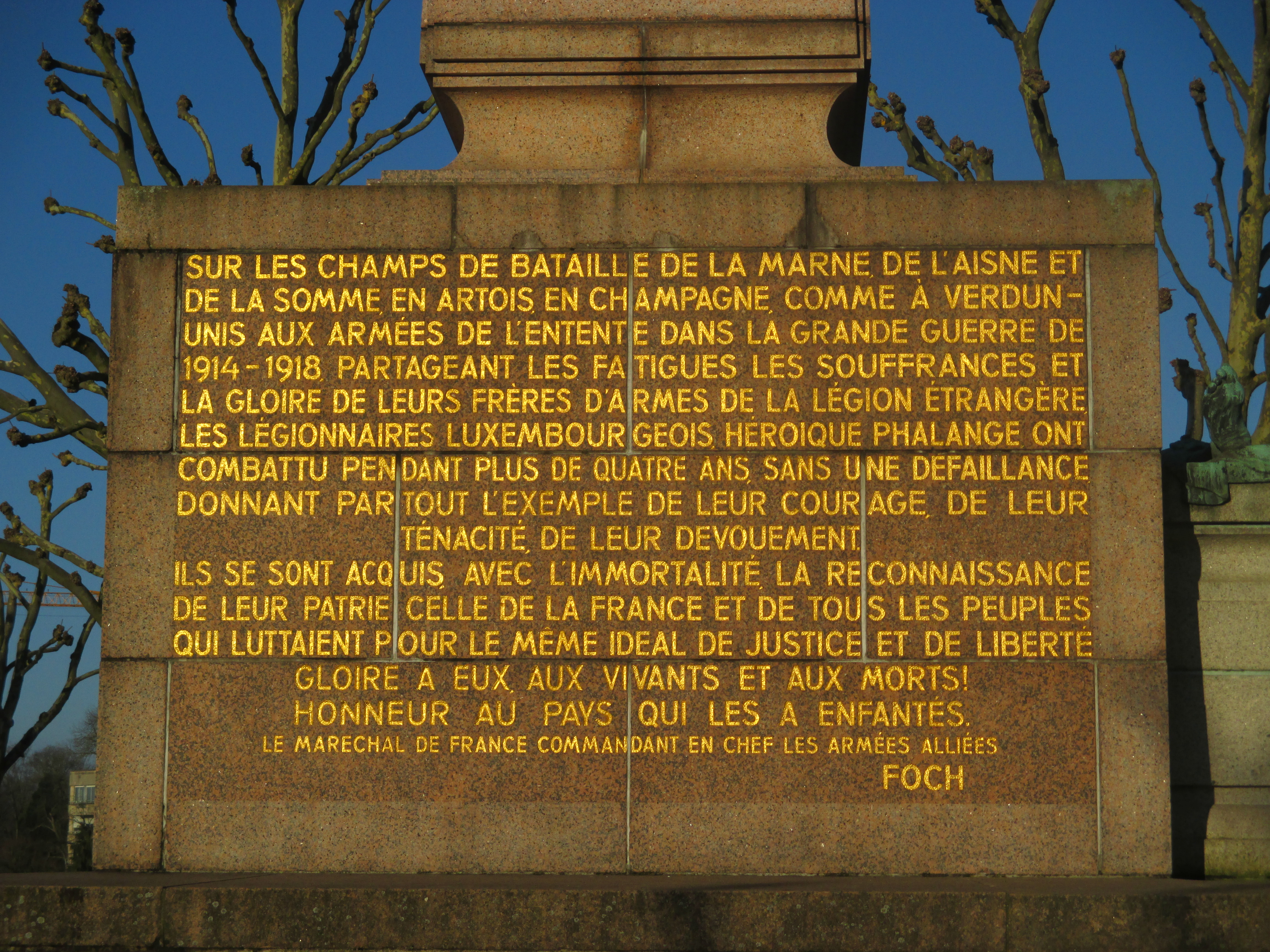
Citation du général Foch
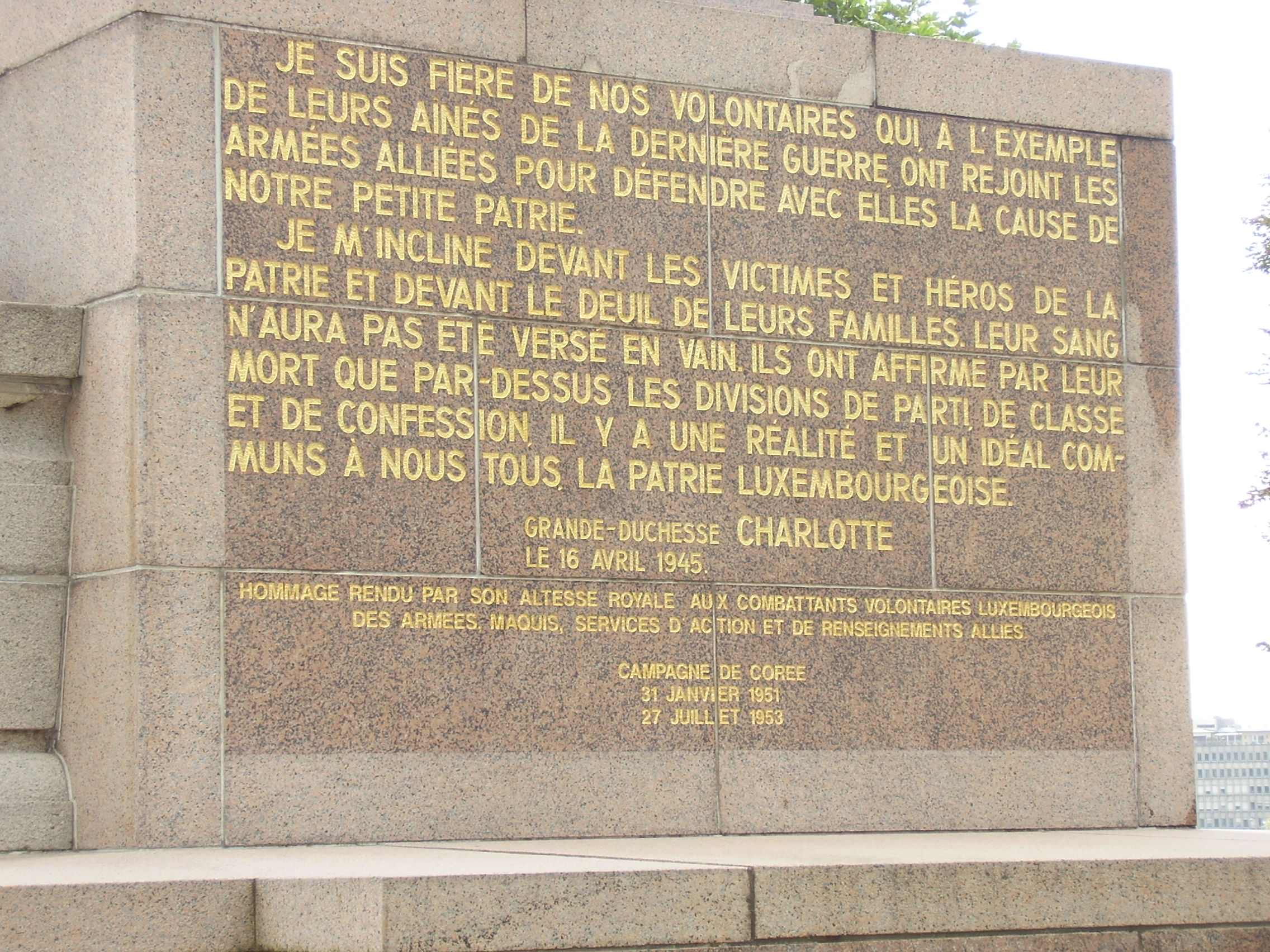
Citation de la Grande-duchesse Charlotte
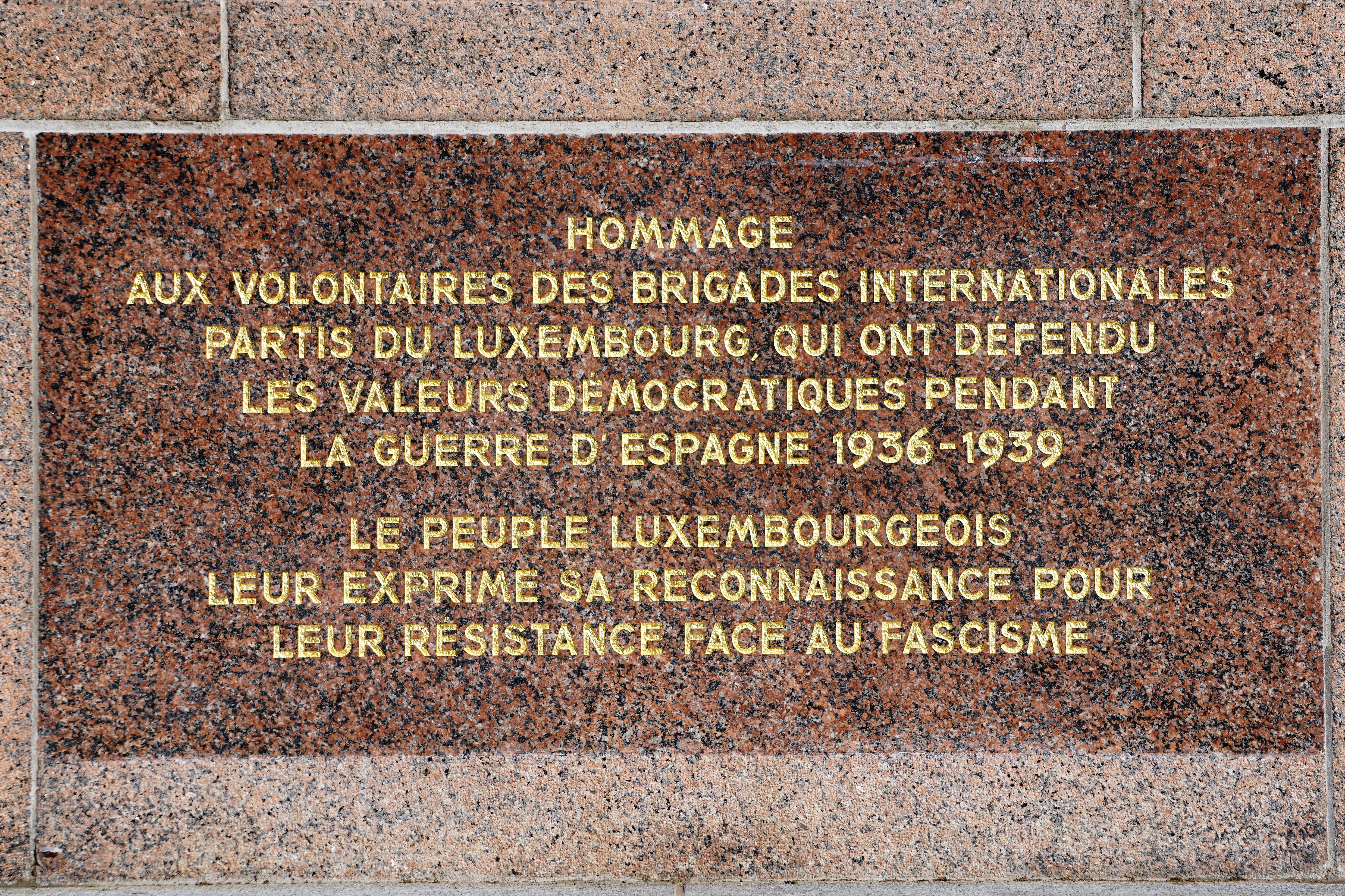
Plaque en hommage aux Spueniekämpfer, inaugurée en 2021